# Rotherhithe
Rotherhithe is een wijk in de London Borough of Southwark, in het zuidoosten van de Britse metropool Groot-Londen. De wijk ligt op een schiereiland aan de zuidkant van de Theems, ten zuidoosten van de Tower of London en de City. Aan de overzijde van de Theems liggen Wapping en de Isle of Dogs (met Canary Wharf). De wijk maakt deel uit van de Londense Docklands.

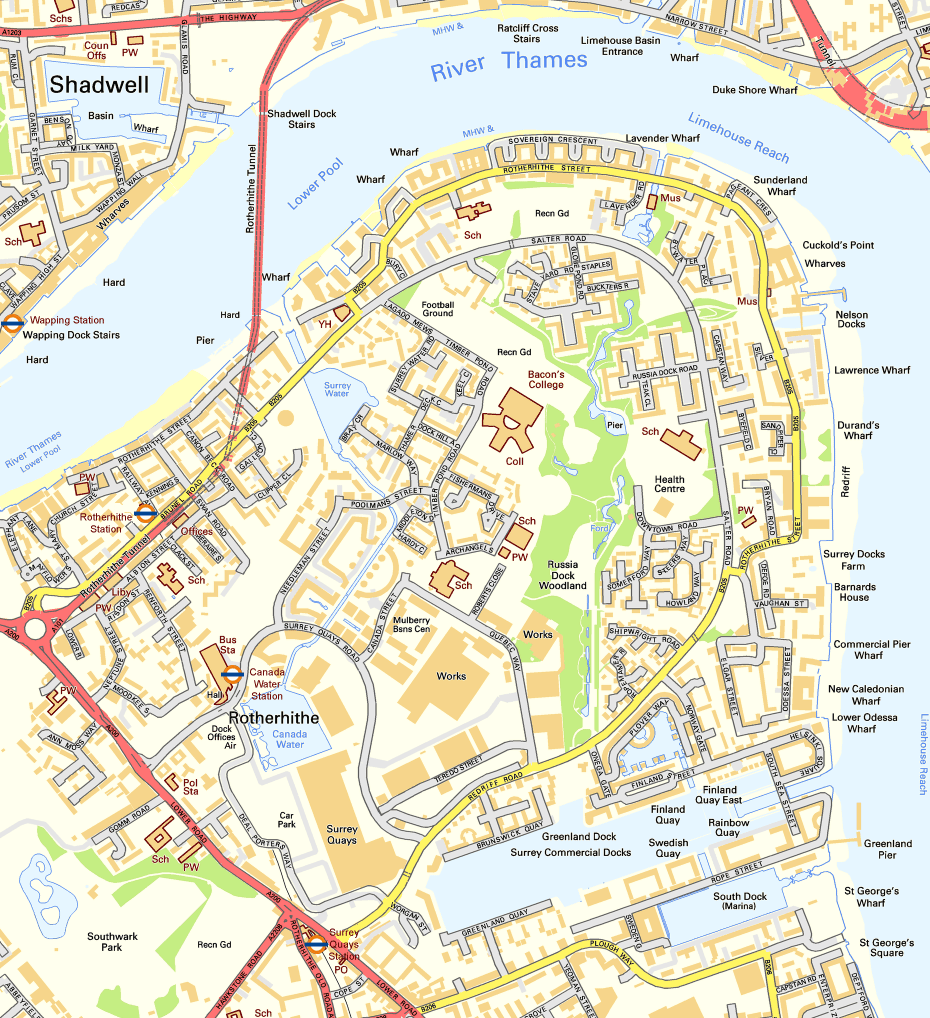
plattegrond van Rotherhithe

Een groot deel van het gebied werd tot in de 20e eeuw ingenomen door scheepsdokken. Een klein deel daarvan is behouden (Greenland Dock). Verder is een dok opnieuw uitgegraven, Canada Water, met daaromheen woningen.

## Infrastructuur
In de wijk liggen de metrostations Rotherhithe, Canada Water en Surrey Quays, aan de East London Line. Canada Water is sinds 1999 ook een station van de Jubilee Line.
De East London Line werd in 2007 gesloten en maakt sinds 2010 deel uit van London Overground. De lijn gaat vanaf Rotherhithe door een tunnel naar het noorden, richting Wapping en Whitechapel. Deze tunnel, de Thames Tunnel, is de oudste tunnel ter wereld onder een bevaarbare waterweg en werd tussen 1825 en 1843 gebouwd onder leiding van de Frans-Britse ingenieur Marc (Isambard) Brunel en zijn zoon Isambard Kingdom Brunel.

## Kerken
De oudste kerk van Rotherhithe is St. Mary's Church. De kerk bevindt zich in het hart van het vroegere dorp Rotherhithe. De geschreven geschiedenis van de kerk gaat terug tot in de dertiende eeuw, maar er zijn romeinse stenen gevonden. De geschiedenis gaat dus mogelijk veel verder terug. Enkele middeleeuwse restanten van de kerk zijn nog te zien.
In Rotherhithe staan verder een Noorse kerk van Sankt Olaf, en een Finse zeemanskerk.

## Geboren in Rotherhithe
- Max Bygraves (1922-2012), acteur/komiek en zanger
- Michael Caine (1933), acteur